# فورت ران (ویرجینیای غربی)
فورت ران (به انگلیسی: Fort Run) یک منطقهٔ مسکونی در ایالات متحده آمریکا است که در شهرستان هاردی، ویرجینیای غربی واقع شده‌است. فورت ران ۲۹۸٫۱ متر بالاتر از سطح دریا واقع شده‌است.